# Zalan FC
Zalan Football Club w skrócie Zalan FC – południowosudański klub piłkarski z siedzibą w Rumbeku, występujący w pierwszej lidze południowosudańskiej.

## Sukcesy
- I liga[1]:
  - mistrzostwo (1): 2022.

## Występy w afrykańskich pucharach
| Sezon     | Rozgrywki     | Runda   | Kraj     | Klub              | Dom | Wyjazd | Dwumecz |
| --------- | ------------- | ------- | -------- | ----------------- | --- | ------ | ------- |
| 2022/2023 | Liga Mistrzów | wstępna | Tanzania | Young Africans SC | 0–4 | 0–5    | 0–9     |

## Stadion
Domowe mecze klub rozgrywa na stadionie o nazwie Rumbek Freedom Square w Rumbeku, który może pomieścić 1000 widzów.